# 慈善撒瑪黎雅協會
慈善撒瑪黎雅協會是台灣唯一服務女性街友的協會，於2004年依據中華民國人民團體法設立為社會團體，以非營利為目的，主要業務為照顧女性街友等弱勢婦女。
慈善撒瑪黎雅協會成立有「曼妮家園」，安置女性街友。因為根據該協會調查，這個族群經常飽受欺凌，專門的照顧場地卻十分缺乏。曼妮家園的成立可以將身心受害的女性街友先行安置，穩定其身心情況後，再培育她們一技之長，讓她們能返回職場工作，自立自主生活。
2018年該協會與台中市家庭暴力性侵害防治中心合作啟用「台中市家暴被害人中長期庇護安置服務-麗達家園」，提供家暴當事人及其子女入住，並設有輔導員、提供法律諮詢、心理諮詢、就業準備、理財規劃及連結相關資源等專業服務。
該協會經費來源均靠自籌，協會內部建立會員制度，並設有理事會綜理會務、監事會監察日常會務。理事、監事任期為四年，連選得連任，理事長連任以一次為限。